# Ołeksandr Kowal
Ołeksandr Mykołajowycz Kowal, ukr. Олександр Миколайович Коваль (ur. 3 maja 1974 w Doniecku, Ukraińska SRR) – ukraiński piłkarz grający na pozycji obrońcy, reprezentant Ukrainy, trener piłkarski.

## Kariera piłkarska

### Kariera klubowa
Wychowanek Szkoły Piłkarskiej Szachtara Donieck, w którym w 1992 rozpoczął karierę piłkarską. Pierwszy trener Witalij Staruchin. W sezonie 1999-2000 został wypożyczony do Metałurha Donieck. W 2001 przeszedł do Sokoła Saratów, a potem do Lewskiego Sofia. Karierę piłkarską zakończył w Stali Dnieprodzierżyńsk.

## Kariera reprezentacyjna
11 września 1994 roku debiutował w narodowej reprezentacji Ukrainy w przegranym 0:1 meczu towarzyskim Koreą Południową. Łącznie rozegrał 4 gry reprezentacyjne. Wcześniej występował w młodzieżówce.

## Kariera trenerska
Po zakończeniu kariery piłkarskiej rozpoczął pracę trenerską. Od 2003 trenuje 14 letnich dzieci w Akademii Piłkarskiej Szachtara Donieck.

## Sukcesy i odznaczenia

### Sukcesy klubowe
- wicemistrz Ukrainy: 1994, 1997, 1998, 1999
- zdobywca Pucharu Ukrainy: 1995, 1997

### Sukcesy indywidualne
- wybrany do listy 33 najlepszych piłkarzy roku Ukrainy: 1997 (nr 2), 1998 (nr 3)